# Енріке Ерцог
Енріке Ерцог Гарайсабаль (10 грудня 1896 — 18 грудня 1981) — болівійський політичний діяч, президент країни з 1947 до 1949 року.

## Біографія
Лікар за фахом, Ерцог приєднався до Республіканської партії Даніеля Саламанки у 1920-их роках. Займав пост міністра оборони у 1932–1935 роках під час Чакської війни проти Парагваю. 1947 року балотувався на пост президента й виграв у ліберала Фернандо Гаучалли й реформіста Віктора Паса Естенсоро.
На посту президента Ерцог стикнувся з багатьма перешкодами, перш за все з численними повстаннями робітників, шахтарів і профспілкових працівників, а також із падінням економіки. Після парламентських виборів 1949 року, під час яких республіканці втратили більшість голосів, керівництво партії ухвалило рішення щодо заміни Ерцога на більш рішучого та впевненого віце-президента Мамерто Урріолагойтіа. За кілька місяців Ерцога було призначено на пост посла Болівії в Іспанії. Після революції 1952 року, яка привела до влади Віктора Паса, екс-президент Ерцог залишився в іспанській столиці. Пізніше переїхав до Буенос-Айреса, де жив до самої своєї смерті 1981 року.